# 2008年夏季殘疾人奧林匹克運動會巴林代表團
2008年夏季殘疾人奧林匹克運動會巴林代表團於2008年9月6日至17日參加在中國北京舉行的第13屆殘疾人奧運會。